# 美国陆军妇女兵团

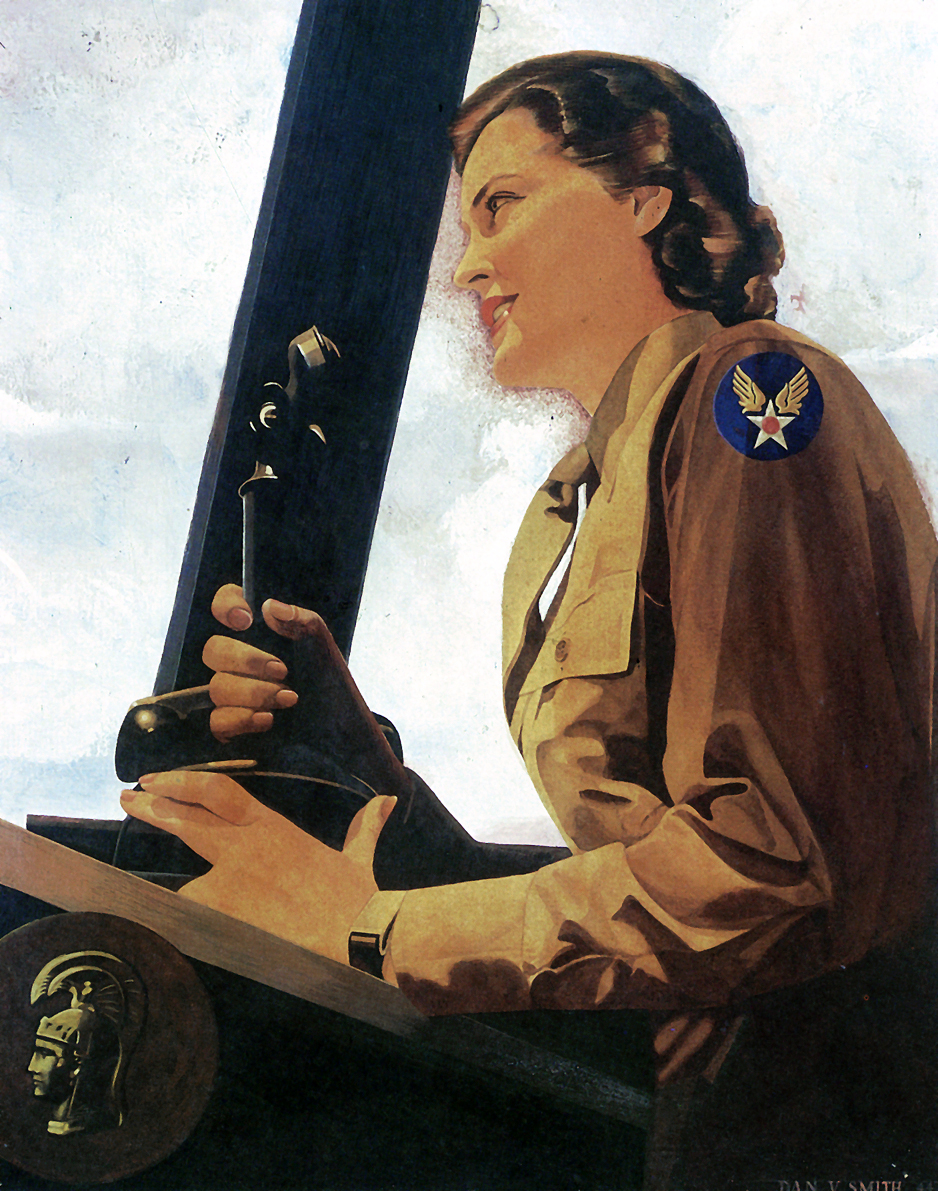
WAC Air Controller，1943年由Dan V. Smith绘制

陆军妇女兵团或稱女子陆军团是美国陆军中女性官兵所在的部队分支。前身為陆军女子辅助兵团（英語：Women's Army Auxiliary Corps，WAAC），1942年5月15日依照Pub.L. 77–554组建，当时编制为辅助部队，后于1943年7月1日更名WAC，改为美国的陆军下属现役部队。陆军妇女兵团首任指挥官是奥维塔·卡尔普·霍比。陆军妇女兵团于1978年解散，全部人员改编入一般部队之中。